# AN/ALE-58
Das AN/ALE-58 (JETDS-Bezeichnung) – auch BOL genannt – ist ein Täuschkörperwerfer für Kampfflugzeuge. Es wird von dem schwedischen Konzern Saab Avitronics produziert.

## Beschreibung
Das ALE-58 dient zum Ausstoßen von Chaff und Flares, um das Trägerflugzeug vor Infrarot- und Radar-gelenkten Lenkflugkörpern zu schützen. Das System wird extern an den Waffenstationen des Trägerflugzeuges angebracht, wobei an jeder Station je zwei Werfer mit einer Kapazität von bis zu 120 Täuschkörpern angebracht werden können. Da das ALE-58 in einen Trägerpylonen integriert ist, können an der Waffenstation weiterhin die üblichen Waffensysteme angebracht werden, wobei das System beladen ca. 21 kg wiegt.
Anders als bei konventionellen Werfersystemen werden die Täuschkörper hintereinander in das Magazin geladen und werden dann mechanisch der Reihe nach ausgestoßen. Hierdurch sind keine zusätzlichen Zündladungen nötig, und durch die Luftverwirbelungen des Trägerflugzeuges entsteht eine breite und intensive Infrarot-„Fahne“, welche auch moderne Lenkwaffen effektiv zu täuschen vermag. Das System wird mittels des MIL-STD-1553- oder RS-485-Datenenlinks an die Bordavionik angebunden.

## Plattformen
- AV-8B Harrier II
- Eurofighter Typhoon
- F-14 Tomcat
- F-15 Eagle
- F/A-18 Hornet
- Panavia Tornado
- Saab JAS-39 Gripen